# 克拉克頓 (英國國會選區)
克拉克頓（英語：Clacton），英國國會一郡選區，包括英格蘭東部埃塞克斯郡騰德靈一部。始設於2010年。
保守黨的道格拉斯·卡斯威爾在2010年大選中以53.0%選票勝出該區。他在2014年轉投極右的英國獨立黨，從而引發補選，結果他在10月9日的補選中獲勝，成為該黨首位國會議員。